# Бюксёй (Об)
Бюксёй (фр. Buxeuil) — коммуна во Франции, находится в регионе Шампань — Арденны. Департамент — Об. Входит в состав кантона Бар-сюр-Сен. Округ коммуны — Труа.
Код INSEE коммуны — 10068.
Коммуна расположена приблизительно в 175 км к юго-востоку от Парижа, в 105 км южнее Шалон-ан-Шампани, в 36 км к юго-востоку от Труа.

## Население
Население коммуны на 2008 год составляло 139 человек.
| 1962 | 1968 | 1975 | 1982 | 1990 | 1999 | 2008 |
| ---- | ---- | ---- | ---- | ---- | ---- | ---- |
| 148  | 149  | 153  | 149  | 153  | 145  | 139  |

## Экономика
В 2007 году среди 83 человек в трудоспособном возрасте (15—64 лет) 65 были экономически активными, 18 — неактивными (показатель активности — 78,3 %, в 1999 году было 76,8 %). Из 65 активных работали 61 человек (32 мужчины и 29 женщин), безработных было 4 (1 мужчина и 3 женщины). Среди 18 неактивных 7 человек были учениками или студентами, 3 — пенсионерами, 8 были неактивными по другим причинам.